# Logo (programspråk)

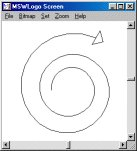
Rekursivt programmerad spiral

Logo är ett interaktivt programspråk som konstruerades framför allt för att beskriva sköldpaddsgrafik och att vara ett enkelt nybörjarspråk för barn.